# Uricosúrico

Estructura del probenecid, medicamento que actúa sobre los riñones para ayudar al cuerpo a eliminar el ácido úrico.

Un uricosúrico es una sustancia, generalmente un medicamento, que aumenta la excreción de ácido úrico en la orina, reduciendo la concentración de ácido úrico en plasma sanguíneo. Por lo general, este efecto se logra por acción sobre el túbulo contorneado proximal de la nefrona renal. No todos los fármacos que reducen el ácido úrico en sangre son uricosúricos, pues el ácido úrico en sangre puede verse reducido por otros mecanismos no renales.

## Indicación
Los uricosúricos suelen ser indicados en el tratamiento de la gota, una enfermedad caracterizada por depósitos de cristales de ácido úrico en las articulaciones. Con la disminución de los niveles plasmáticos de ácido úrico, los uricosúricos ayudan a disolver los cristales y limitar la formación de nuevos cristales. Sin embargo, al aumentar los niveles de ácido úrico en orina estos fármacos pueden contribuir a nefrolitiasis por ácido úrico, es decir, piedras o cálculos de ácido úrico depositados en los riñones y el tracto urinario. Por lo tanto, el uso de estos medicamentos está contraindicado en personas que ya tienen una alta concentración de ácido úrico en  la orina (hiperuricosuria). En los casos dudosos, la hidratación suficiente para producir 2 litros de orina diarios puede ser suficiente para permitir el uso de un medicamento uricosúrico.
Por su mecanismo de acción algunos uricosúricos como el probenecid, aumentan la concentración plasmática de otras drogas y sus productos metabólicos. Es importante, pues la evaluación de posibles interacciones medicamentosas cuando se utilizan medicamentos uricosúricos.

## Uricosúricos

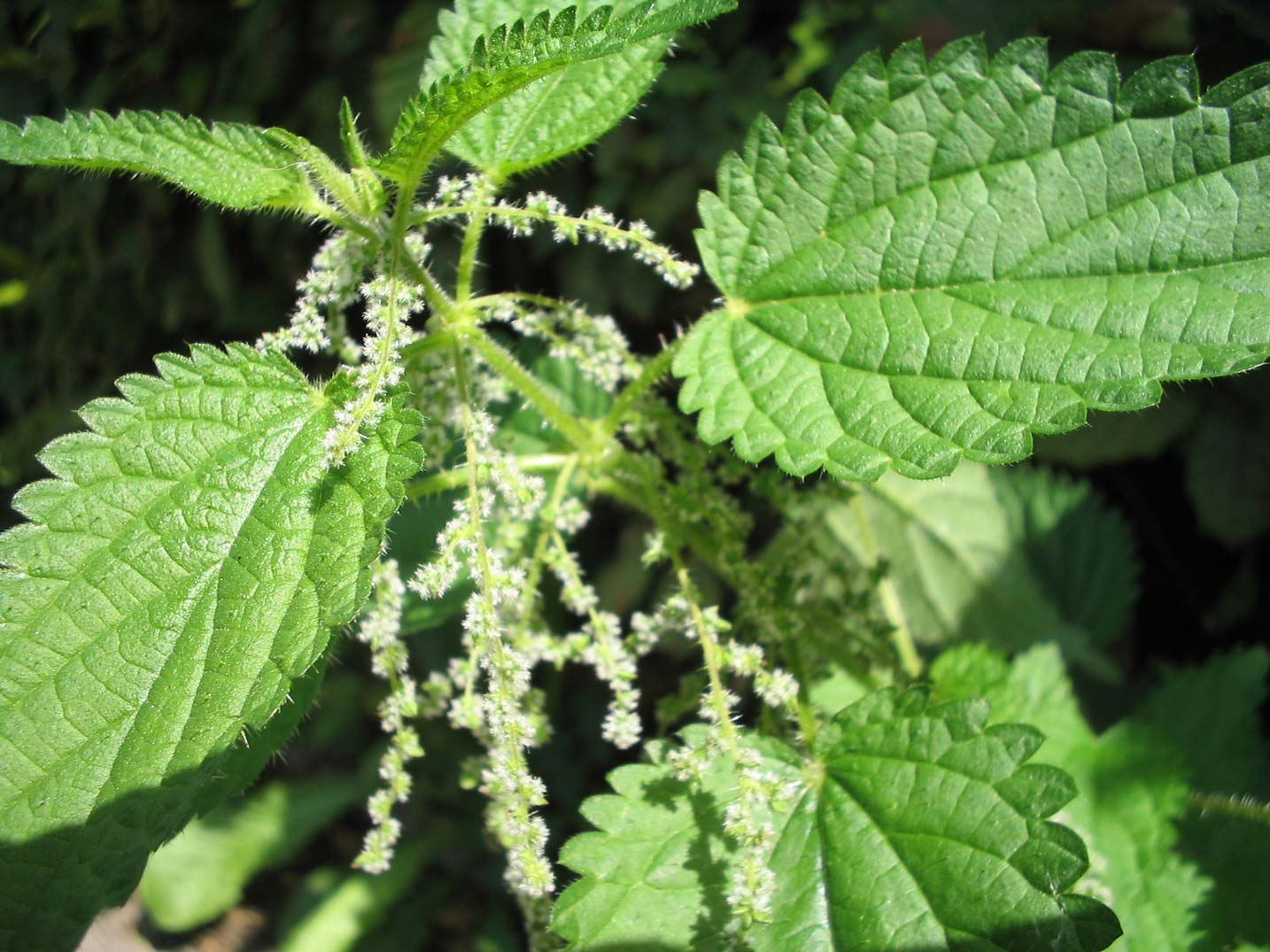
La planta Urtica dioica., conocida como «ortiga mayor» tiene propiedades diuréticas y se ha usado como agente uricosúrico.

### Primarios
Los uricosúricos primarios incluyen el probenecid, la benzbromarona y la sulfinpirazona, útiles para personas con una depuración o aclaramiento bajo de ácido úrico.

### Secundarios
Los uricosúricos secundarios tienen otras indicaciones primarias, pero se sabe que tienen propiedades uricosúricas e incluyen la guaifenesina, el losartán, atorvastatina y el fenofibrato. Aunque estos medicamentos tienen una importante acción uricosúrica, su uso requiere estricta vigilancia médica por razón de sus acciones farmacológicas principales.
Otros medicamentos con propiedades uricosúricas son la amlodipina, la cortisona y la hormona antidiurética. La cirugía abdominal también tiene un efecto uricosúrico, aunque también tiene la capacidad de precipitar un ataque de gota.

## Farmacología
Por lo general, los medicamentos uricosúricos actúan sobre el túbulo contorneado proximal del riñón, donde interfieren con la absorción del ácido úrico desde los riñones de vuelta a la sangre. Se sabe que algunos uricosúricos actúan in vitro bloqueando la función de una proteína codificada por el gen SLC22A12, también llamado transportador de urato 1 (URAT1). Éste es un mediador clave en el transporte del ácido úrico desde el riñón hacia la sangre. En ciertas personas con mutaciones que conllevan a pérdida funcional del URAT1, los uricosúricos losartan y benzbromarona son inefectivas, sugiriendo que son fármacos que actúan sobre el URAT1 in vivo.